# Grups de Rescat i Intervenció en Muntanya

Escut dels Grups de Rescat i Intervenció en Muntanya.

Els Grups de Rescat i Intervenció en Muntanya (GREIM) són unitats especials de la Guàrdia Civil encarregades tant del rescat en muntanya com de la vigilància dels passos fronterers als Pirineus. Són el successors de les Unitats d'Esquiadors-Escaladors, creades el 1967 que el 1981 van transformar-se en Grups de Rescat Especial d'Intervenció en Muntanya (GREIM).
Les seves dues missions principals són el rescat a la muntanya i espeleologia així com encàrrecs de policia judicial al medi muntanyenc als quals sigui necessari l'ús de mitjans tècnics especials per adaptar-se a la meteorologia adversa i l'accés difícil.
- Rescat de persones.
- Investigació d'accidents.
- Conservació de la natura.
- Seguretat ciutadana en instal·lacions esportives de muntanya, estacions d'esquí i competicions esportives.
- Col·laboració en la prevenció d'accidents i promoció de la seguretat en muntanya.